# Franzien
Franzien ist der deutsche Ausdruck, der zur Bezeichnung der in lateinisch Francia genannten westfränkisch-französischen Region eingeführt wurde, um diese von der ostfränkisch-deutschen Francia (dem heutigen Franken) unterscheiden zu können. Geographisch entsprach „Franzien“ grob beschrieben dem Raum des heutigen Frankreichs nördlich der Loire. 

## Name und Lage

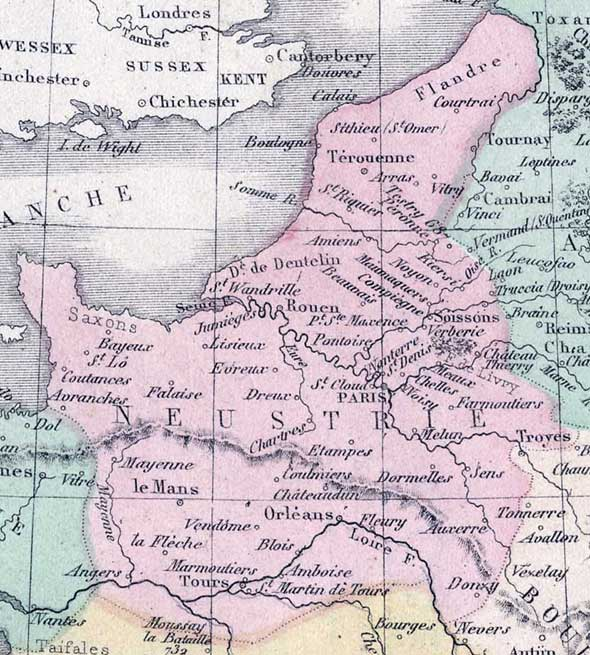
Die Ausdehnung der neustrischen Francia, die in der deutschen Geschichtsliteratur als „Franzien“ bezeichnet wird.

Der ethnographische Begriff Francia beschreibt im engeren Sinn den gesamten Siedlungsraum des germanischen Stammes der Franken (Franci), sowohl vor als auch nach der Völkerwanderungszeit. Das ursprüngliche Stammland der Franken wird dabei als Austrasien (Austrasia) bezeichnet, welches sich am Ostufer der Schelde erstreckte. Das in der Völkerwanderung hinzugewonnene Gebiet wurde Neustrien (Neustria) genannt und umfasste in etwa alles Land nördlich der Loire bis zum Ärmelkanal, mit der Maas und Schelde als Grenze im Osten und der Bretagne im Westen. Noch im 9. Jahrhundert war der Begriff Francia für das Gebiet zwischen Seine und Schelde reserviert (so etwa bei dem Dichter Abbo von Saint-Germain-des-Prés), während ab dem 10. Jahrhundert die gesamte Neustria in die Francia mit einbezogen wurde. Die in die Neustria zugezogenen Franken waren dort auf eine bereits fest verankerte gallorömische Kultur gestoßen, in der sie sich integrierten, während die Franken der Austrasia ihrem germanischen Charakter weitgehend treu geblieben waren.
Im fränkischen Reich der Merowinger wurden beide Regionen in den häufig auftretenden Reichsteilungen mehrfach voneinander separiert und wieder zusammengeführt. Dauerhaft wurde die Francia in der Reichsteilung von Verdun im Jahr 843 getrennt, indem die neustrische dem westfränkischen und die austrasische dem mittel- (hier die heutigen Niederlande, Belgien und Lothringen) und dem ostfränkischen Reich (hier das heutige Franken) zugesprochen wurde. Beide Regionen wurden umgangssprachlich weiterhin als Francia bezeichnet, was in ihrer Betrachtung schnell zu Verwechslungen führen kann.
Die neustrische Francia war im westfränkischen Reich das Kronland der Königsdynastie der Karolinger wie auch ihrer Konkurrenten aus der Sippe der Robertiner. Hier befanden sich also ihre Machtzentren um Laon, Senlis, Orléans, Noyon und schließlich Paris. Im späten 9. und frühen 10. Jahrhundert zerfiel die regionale Einheit der Francia in der einsetzenden Feudalisierung in mehrere Feudalterritorien, wie zum Beispiel dem Anjou, Maine, Vermandois, der Champagne und Flandern. Mit der Normandie entstand auf dem Gebiet der neustrischen Francia ab 911 sogar eine Landschaft mit einem eigenständigen ethnischen Charakter, deren Bevölkerung deshalb neben den Franken, Burgundern, Aquitaniern, Bretonen, Goten und Basken, als eine der sieben „gentes“ anerkannt wird, aus der sich die französische Nation herausbildete.

## Das westfränkische „Herzogtum Franken“
„Herzog von Franzien“ ist die deutsche – allerdings unglückliche – Übersetzung des lateinischen Titels dux Francorum („Herzog der Franken“). Diesen Titel führten im 10. Jahrhundert die Familienoberhäupter der Robertiner, die Vorfahren des späteren französischen Herrschergeschlechts der Kapetinger. In älterer Literatur wird häufig irrtümlich behauptet, dass bereits die frühsten Vertreter der Robertiner, Robert der Tapfere, † 866; Odo, König 888–898 und Robert I., König 922–923, diesen Titel getragen hätten. Der einzige Beleg dafür ist jedoch eine nachweislich gefälschte undatierte Urkunde, in der König Odo seinen Bruder Robert als dux Francorum bezeichnet.
Tatsächlich wurde der fränkische Herzogstitel erst im Jahr 936 von König Ludwig IV. dem Überseeischen eigens für den Robertiner Hugo Magnus (Hugo der Große) eingeführt. Bereits in seinem ersten Amtsjahr hatte der König den politisch mächtigen Hugo gleich in drei Urkunden als dux Francorum benannt, wohl in Anerkennung für dessen Unterstützung bei der Thronbesteigung des aus dem angelsächsischen Exil heimkehrenden Ludwig. Hugo selbst benutze den Titel erstmals selbst im darauffolgenden Jahr in seinen Urkunden.
Die genaue staatsrechtliche Bedeutung des Begriffs dux Francorum ist umstritten. Zwei Deutungen stehen sich dabei gegenüber. Nach der einen ist dux Francorum in Analogie zu rex Francorum („König der Franken“), dem Titel der westfränkischen Könige, zu verstehen und bedeutet eine Art Vizekönigtum, eine Zuständigkeit für das gesamte Reich. Demnach stand der robertinische Frankenherzog zwischen dem karolingischen Frankenkönig und den übrigen, nachgeordneten Vasallen. Er hätte damit also der Stellung ähnlich derjenigen der karolingischen Hausmeier in der Spätphase des Merowingerreichs entsprochen. Eine solche Position haben die Robertiner Hugo Magnus und dessen Sohn Hugo Capet tatsächlich angestrebt und zeitweilig faktisch innegehabt. In einer Urkunde von 936 stellte König Ludwig fest, er handle auf den Rat „unseres geliebtesten Hugo, des Frankenherzogs, der in allen unseren Reichen der Zweite nach uns ist“. 

Bei der Thronbesteigung Hugo Capets im Jahr 987 war die alte neustrische Francia bereits in mehrere Feudalterritorien wie Anjou, Champagne, Vermandois, Flandern und Normandie zerfallen. Der König konnte nur noch über sein Kronland/Krondomäne (blau) unmittelbar herrschen.

Die andere Deutung, die sich auf den gängigen Sprachgebrauch der erzählenden Quellen stützt, besagt, dass sich der Titel dux Francorum nicht auf das ganze Westfrankenreich bezog, sondern nur auf einen bestimmten Reichsteil, eben dem der Francia, entsprechend zu den bereits bestehenden Herzogtümern von Burgund und Aquitanien. Flodoard von Reims war der erste der von einem ducatus Franciae („Herzogtum Franken“) schrieb, welches Hugo Magnus im Jahr 943 von König Ludwig IV. übertragen bekam. Dieser Deutung nach wären die dux Francorum also vom Rang nach die den Grafen der Francia übergeordneten Oberherren gewesen, selbst nur dem König zur Gefolgschaft verpflichtet. – Vermutlich aber schwankte der Begriff zwischen der weiteren und der engeren Bedeutung; möglicherweise wurde dies auch bewusst im Unklaren gelassen.
Die Grafen von Vermandois führten den Titel comes Francorum („Graf der Franken“), um formell den dritten Rang im Westfrankenreich zu beanspruchen. Tatsächlich forderten sie ihre Ebenbürtigkeit einerseits mit den Robertinern, andererseits mit den Karolingern, von denen die Grafen von Vermandois in direkter Linie abstammten.

## Die Francia seit dem hohen Mittelalter
Der fränkische Herzogstitel erlosch im westfränkischen Reich mit der Wahl seines zweiten und letzten Trägers Hugo Capet zum König im Jahr 987. Er wurde nie wieder vergeben, und doch blieb der Frankenbegriff neben der königlichen Titulatur auch als geografischer Raumname weiterhin im umgangssprachlichen Gebrauch, sowohl für das Land nördlich der Loire im weiteren Sinn als auch für das dort vom König unmittelbar beherrschte Gebiet, dem Kronland, welches ihm nach der bereits voll abgeschlossenen Feudalisierung des westfränkischen Königreichs als Eigenbesitz geblieben war. So rühmte einerseits im späten 11. Jahrhundert Guibert von Nogent den aus der Champagne stammenden Papst Urban II. seiner Herkunft aus der Francia, während im 12. Jahrhundert Suger von Saint-Denis berichtete, wie König Ludwig VI. den gefangen genommenen rebellischen Burgherrn Aymon II. von Bourbon in die Francia, das Kronland, überstellen ließ. Das Kronland, zu dem die Champagne selbst nicht gehörte, konzentrierte sich räumlich um die alten Königssitze Orléans, Paris und Senlis und wurde seit der Neuzeit als Île-de-France (Insel von Frankreich oder Insel Franziens) bezeichnet. Noch heute heißt so die den Ballungsraum von Paris umfassende Region, womit der Frankenbegriff auch im modernen Frankreich als Regionalname erhalten geblieben ist, freilich ohne dass er vom Sprecher des Französischen noch wahrgenommen wird. (Die Franken heißen auf Französisch Francs im Unterschied zu den Français, den Franzosen; Franken aus der deutschen Region Franken im heutigen Bayern sind dagegen franconiens.) 
Neben der Region selbst blieb der Frankenname freilich dem gesamten Reich der rex Francorum erhalten, indem er eine Wandlung von seiner ethnografischen zur geographischen Definition Franciae („Frankenland“, ins deutsche als „Frank[en]reich“ übersetzt) vollzog und den Raum der gesamten ehemaligen römischen Gallia beschrieb. Als rex Franciae titulierte sich erstmals König Philipp II. August (1179–1223).
Vom lateinischen Begriff Francia leitet sich der Name Frankreichs in den romanischen Sprachen ab, in Portugiesisch França und in Rumänisch Franța, während er in Spanisch und Italienisch noch dem ursprünglichen lateinischen Namen entspricht. Im Französischen wurde aus Francia „France“.